# Мост (Повратак отписаних)
Мост је дванаеста епизода телевизијске серије „Повратак отписаних“, снимљене у продукцији Телевизије Београд и Централног филмског студија „Кошутњак“. Премијерно је приказана у СФР Југославији 19. марта 1978. године на Првом програму Телевизије Београд.

## Историјска подлога
Покрет отпора спашава мост док је пре почетка борбе каблове и мине пресекао Миладин Зарић (у епизоди Захарије С. Јовановић). Његово име се помиње сваке годишњице ослобођења Београда.

## Улоге
| Глумац            | Улога                             |
| ----------------- | --------------------------------- |
| Павле Вуисић      | Јоца                              |
| Драган Николић    | Прле                              |
| Воја Брајовић     | Тихи                              |
| Злата Петковић    | Марија                            |
| Александар Берчек | Мрки                              |
| Никола Милић      | Захарије                          |
| Петер Карстен     | генерал Фон Фридрихс              |
| Иван Бекјарев     | Цане "Курбла"                     |
| Тома Јовановић    | инжињер Дамјановић                |
| Љубиша Самарџић   | Шпанац                            |
| Михајло Костић    | Павле                             |
| Љубица Ковић      | Милка                             |
| Светлана Бојковић | Стана                             |
| Љубица Голубовић  | Јелена, жена инжињера Дамјановића |
| Вера Дедић        | Ленче                             |
| Мирјана Николић   | Анђела                            |
| Еуген Вербер      | пуковник Шредер                   |
| Горан Плеша       | Миле "Сонда"                      |
| Срђан Дедић       | Цаки                              |
| Предраг Тодоровић | Мита "Плајваз"                    |
| Душан Тадић       | Станоје                           |
| Дуња Чинче        | комшиница                         |
| Горан Букилић     | ордонанс                          |
| Стево Жигон       | Кригер                            |